# Kirche Egliswil

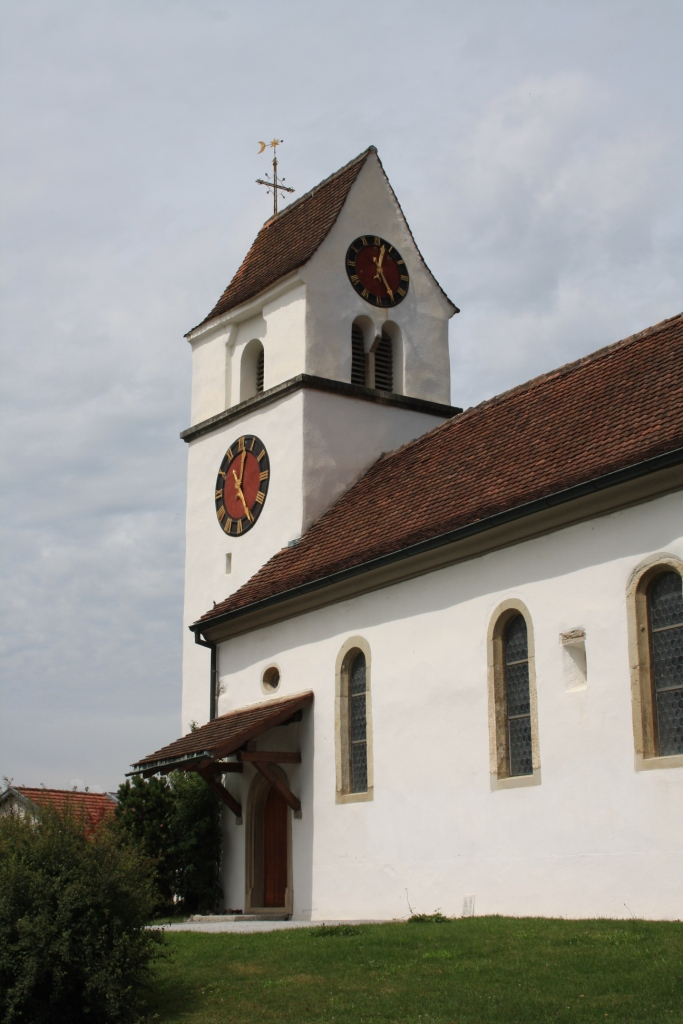
Kirche von Egliswil

Die Kirche Egliswil ist die reformierte Dorfkirche der aargauischen Gemeinde Egliswil in der Schweiz und gehört zur reformierten Kirchgemeinde Seengen.

## Geschichte
Im 11. Jahrhundert wurde in Egliswil eine Kapelle errichtet, die dem heiligen Gallus geweiht war. Das Eingangstor zu dieser Kapelle ist heute noch vorhanden, jedoch zugemauert und mit der Geschichte der Kirche beschriftet. Um das Jahr 1400 wurde die Kapelle im Stil der  Gotik umgebaut, indem sie entsprechende Fenster und ein Spitzbogentor an der Westseite erhielt. Etwa hundert Jahre später wurde diese Kapelle durch einen Brand schwer beschädigt. Im Jahre 1583 wurde der Dachreiter abgerissen und durch einen Kirchturm ersetzt. Das Eingangstor wurde wiederum verlegt, diesmal an die Südseite der Kirche. 1702 wurden dann die Mauern erhöht und die Kirche durch eine Empore ergänzt. Bei der Renovation von 1946 erhielt die Kirche eine neue Uhr und neue Zifferblätter.

## Ausstattung
Im Glockenstuhl des Kirchturms hängen Glocken, die 1510 und 1679 gegossen wurden. 1965 wurde eine Orgel der Firma Metzler eingeweiht mit einem Manual, angehängtem Pedal und sechs Registern.